# Yumi Matsuzawa
Pour les articles homonymes, voir Matsuzawa.
Yumi Matsuzawa (松澤 由美, Matsuzawa Yumi), née le 29 mars 1974, est une chanteuse japonaise originaire de Fujimi, dans la Préfecture de Saitama.
Elle est surtout connue pour son premier single, You Get to Burning, qui a été choisi comme thème d'ouverture pour le manga Martian Successor Nadesico, ainsi que pour le thème du film Dearest.
Elle a également été choisie pour interpréter plusieurs génériques d'ouverture ou de fin de la célèbre série télévisée d'animation Saint Seiya, notamment pour le Chapitre Hadès.
Elle a fait partie du jury du Anison Grand Prix Animax avec ses compatriotes chanteurs Ichirō Mizuki et Mitsuko Horie.

## Discographie

### Albums studio

#### Best Album
- Ashiato (あしあと?) (28 février 2007)

#### Mini Album
- birth (2011) -self-produced-
- My Place ~for my dear~ (2013) -self-produced-

#### Cover Album
- Anicapella (アニカペラ?) (6 juin 2007)

#### Various Artists
- Lovers Reggae (23 juillet 2009)

### Singles
| Année | Titre                                            | Peak     | Label                       | Notes                                                                            |
| Année | Titre                                            | (Oricon) | Label                       | Notes                                                                            |
| ----- | ------------------------------------------------ | -------- | --------------------------- | -------------------------------------------------------------------------------- |
| 1996  | You Get to Burning                               | 9        | Starchild Records           | Martian Successor Nadesico - Opening theme                                       |
| 1997  | Otoha (音波)                                     | 83       | Eastwest Japan              |                                                                                  |
| 1998  | Earth Song: Daiji no Uta (earth song -大地の詩-) | —        | Eastwest Japan              |                                                                                  |
| 1998  | Kokoro (ココロ)                                  | —        | Eastwest Japan              |                                                                                  |
| 1998  | Dearest                                          | 18       | Starchild Records           | Martian Successor Nadesico: The Motion Picture – Prince of Darkness - Theme song |
| 1999  | Ari no Mama de (ありのままで)                    | 90       | Eastwest Japan              |                                                                                  |
| 1999  | Dare mo Shiranai Chizu de (誰も知らない地図で)   | 77       | Media Factory               | Jibaku-kun - Opening theme                                                       |
| 2000  | Asu no Egao no Tame ni (明日の笑顔のために)      | 83       | Pony Canyon                 | Gate Keepers - Opening theme                                                     |
| 2001  | Jikū: Toki no Sora (時空 -ときのそら-)           | —        | Maxell E-Cube               | Salaryman Kintarō - Opening theme                                                |
| 2001  | Kanashii yo (哀しいよ)                           | —        | Maxell E-Cube               |                                                                                  |
| 2003  | Chikyūgi (地球ぎ)                                | 125      | Nippon Columbia             | Saint Seiya: Hades - Chapter Sanctuary - Opening theme                           |
| 2003  | Kimi to Onaji Aozora (君と同じ青空)              | —        | Nippon Columbia             | Saint Seiya: Hades - Chapter Sanctuary - Ending theme                            |
| 2006  | Takusu Mono e: My Dear (託す者へ～My Dear～)     | 182      | Nippon Columbia             | Saint Seiya: Hades - Chapter Inferno - Ending theme                              |
| 2006  | Neverland                                        | 72       | Creative Idea of Associates | Summon Night 4 - Theme song                                                      |
| 2012  | Celeb Neet (セレブニート)                        | —        | ETB RIGHTS                  | Musashino-sen no Shimai - Theme song                                             |

### Collaborations
- Anison All Stars - Imagine (16 octobre 2009) - John Lennon cover